# John Corabi
John Corabi, född 26 april 1959 i Philadelphia, är en amerikansk rockmusiker, sångare och låtskrivare.
Han slog igenom med bandet The Scream för att sedan ersätta sångaren Vince Neil i gruppen Mötley Crüe. I Mötley Crüe stannade han i fyra år och Corabi bildade senare bandet Union tillsammans med Kiss förre gitarrist Bruce Kulick. Han spelar också gitarr i Ratt och är även med i Kiss-trummisen Eric Singers grupp E.S.P..

## Diskografi (urval)
Med Scream
- Let It Scream (1991)

Med Mötley Crüe
- Mötley Crüe (1994)
- Quaternary (EP, 1994)
- Generation Swine (1997)
- Red, White & Crüe (2005)

Med Eric Singer Project (E.S.P.)
- Lost and Spaced (1998)
- ESP (1999)
- Live in Japan (2007)
- ESP Live at the Marquee (2007)

Med Union
- Union (1998)
- The Blue Room (1999)
- Live in the Galaxy (1999)
- Do Your Own Thing Live Concert (2005)

Med Twenty 4 Seven
- Destination Everywhere (2002)

Med Brides of Destruction
- Here Comes the Brides (2004)

Med Voodooland
- Advanced EP (2003)
- Give Me Air (2004)

Med Liberty N' Justice
- Doubting Thomas (2007)

Med Ratt
- Infestation (2010)

Med The Dead Daisies
- Revolución (2015)
- Make Some Noise (2016)